# Gastronomía de Estonia

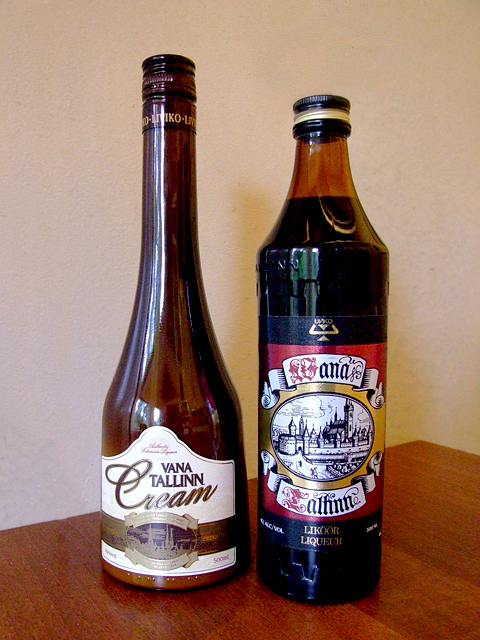
Vana Tallin.

La gastronomía de Estonia, así como todo lo relacionado al resto de su cultura, ha sufrido una gran influencia por parte de otros pueblos a lo largo de su historia. Los estonios pertenecen a los pueblos fínicos, originarios de la región del río Volga, donde surgió su cultura, alrededor del 2000 a. C. Existen diversas teorías acerca de la época en que se dieron las migraciones de estos pueblos. En virtud de algunas, los estonios habrían alcanzado la región báltica en los comienzos de la Era Cristiana; según otros, habrían llegado allí mucho antes. En el litoral báltico se encontraban ya poblaciones de pueblos germánicos, con las cuales los estonios se mezclaron y fueron objeto de influencias culturales decisivas.
A través de los siglos, los estonios sufrieron sucesivas invasiones y fueron subyugados por diversos pueblos, de manera que los trazos de su cultura original sólo sobreviven en el folclore. La gastronomía de Estonia presenta asimismo esta fuerte influencia de la cocina de aquellos diversos pueblos, principalmente la escandinava, rusa y alemana.
Por ende, resulta difícil definir una gastronomía "típicamente" estonia. Una de sus principales características, sin embargo, es que es extremadamente simple, y emplea a menudo productos alimenticios agrícolas, como, por ejemplo, repollo fermentado, carne de cerdo, patata, mucha leche y sus derivados. La cocina estonia también es rica en frutos silvestres y setas (fue principalmente a partir del siglo XX que la seta pasó a convertirse en parte integrante de la cocina estonia). Especialmente la leche y sus derivados como el suero de mantequilla y la nata fermentada, con un sabor ligeramente ácido, son esenciales y se encuentran con mucha frecuencia en las recetas estonias. La comida nacional estonia más conocida es la verivorst (morcilla, literalmente: "salchicha de sangre"), acompañada a menudo de mulgikapsad (chucrut), que es servida sobre todo en invierno y muy especialmente en la noche de Navidad.
Otro importante elemento en la cocina estonia es el pescado, procedente bien del mar Báltico o de los numerosos lagos y ríos del interior del país. Un plato típico es el arenque con patatas cocidas, nata agria y rodajas rebanadas de cebolla, entre otros ingredientes. 
La patata también es un ingrediente muy importante en la cocina estonia, superando desde el final del siglo XIX el uso del nabo y de la rutabaga. A pesar de ello, son vegetales aún muy apreciados hoy en día.
Uno de los alimentos estonios más antiguos es probablemente la harina de Kama (una mezcla de cebada asada, centeno, avena y harina de guisantes). Esta tradicional mezcla de granos triturados es incluso hoy día empleada para confeccionar algunos postres o como alimento para niños.
Al igual que sus vecinos finlandeses y rusos, los estonios producen sus propias bebidas alcohólicas. Las bebidas más apreciadas en Estonia son: la cerveza (õlu), en cuya producción destacan las cervecerías Saku o A. Le Coq), los vodkas (viin) regionales Viru Valge o Saaremaa, y el saboroso licor de hierbas Vana Tallinn (lit. "Viejo Tallinn").

## Platos tradicionales
- Marineeritud angerjas, anguila marinada.
- Keel hernestega, otro aperitivo servido frío, cuyo ingrediente principal es lengua.
- Sült, carne de cerdo cocida.
- Verivorst (morcilla), es un embutido sin carne, producida principalmente con sangre coagulada y arroz, es de color oscuro. Es un plato estonio muy típico de invierno y en especial de la noche de Navidad. Se sirve acompañado de una jalea roja de frutos silvestres.
- Mulgikapsad, chucrut guisado con carne de cerdo, batido con patatas cocidas.
- Silgusoust, especie de arenque pequeño del mar Báltico.
- Karask, pan tradicional de Estonia.
- Kali, una bebida fermentada ligeramente alcohólica y adulzada.
- Vaesed rüütlid (en estón, caballeros pobres), similares a las torrijas.